# Catedral basílica de la Inmaculada Concepción (Denver)
La Catedral Basílica de la Inmaculada Concepción (del inglés:Cathedral Basilica of the Immaculate Conception) es una catedral basílica de culto católico en Denver, Colorado. Está ubicada en la esquina de la Calle Logan y la Avenida Colfax en North Capitol Hill, en el centro de Denver. Es sede de la Arquidiócesis de Denver, y tiene tres misas diarias y seis dominicales con capacidad para 800 feligreses. La Catedral Basílica de la Inmaculada Concepción también sirve a la comunidad, al entregar anualmente entre 50.000 y 60.000 comidas a los pobres.

## Historia
La construcción de la catedral se inició en 1902, pero no se terminó hasta 1911, con un coste final de aproximadamente 500.000 dólares. Su  misa inaugural se celebró el 27 de octubre de 1912, y fue consagrada en 1921. La catedral se elevó a basílica menor en la Navidad de 1979, una de sólo 29 catedrales de Estados Unidos con ese título. El 13 y 14 de agosto de 1993 en el Día mundial de la juventud, el Papa Juan Pablo II, celebró una misa en la catedral, una de las pocas catedrales en los Estados Unidos en poder tener ese honor. Las torres de la iglesia fueron impactadas por un rayo en 1912 y 1997, causando daños que tuvieron que ser reparados. La catedral también forma parte del Registro Nacional de Lugares Históricos.

## Arquitectura
El arquitecto de la catedral fue Leon Coquard de Detroit, que diseñó la catedral con un estilo neogótico francés. 
La arquitectura comparte muchas similitudes con la iglesia Colegiata de San Nicolás del siglo XII (Collégiale Saint-Nicolas) de Munster, Mosela en Francia. El obispo Nicholas C. Matz que supervisó la construcción nació en este pueblo. 
El edificio cuenta con dos torres de 210 pies, y está hecha de piedra caliza de Indiana y granito de Gunnison, Colorado. El altar, las estatuas, y la silla del obispo están hechos de mármol de Carrara, Italia, y las 75 vitrales son del Instituto Real de Baviera FX Zetter en Múnich.